# Вітки (Пултуський повіт)
Вітки (пол. Witki) — село в Польщі, у гміні Покшивниця Пултуського повіту Мазовецького воєводства.
Населення — 92 особи (2011).
У 1975-1998 роках село належало до Цехановського воєводства.

## Демографія
Демографічна структура станом на 31 березня 2011 року:
|          | Загалом | Допрацездатний вік | Працездатний вік | Постпрацездатний вік |
| -------- | ------- | ------------------ | ---------------- | -------------------- |
| Чоловіки | 39      | 11                 | 21               | 7                    |
| Жінки    | 53      | 15                 | 24               | 14                   |
| Разом    | 92      | 26                 | 45               | 21                   |